# Blue Ridge
Blue Ridge es una aldea en el noroeste de Alberta, Canadá, dentro del condado de Woodlands.  Se encuentra sobre la Carretera 658, 7 kilómetros al norte de la autopista 43 y 3 kilómetros al sur del río Athabasca . Está entre las localidades de Whitecourt y Mayerthorpe y aproximadamente 159 kilómetros al noroeste de Edmonton .

## Economía
Un aserradero al norte de Blue Ridge, operado por Blue Ridge Lumber Inc., es el principal empleador de la comunidad. La aldea también ofrece servicios a la industria del petróleo y el gas y la comunidad agrícola circundante.

## Demografía
Como lugar designado en el Censo de Población de 2016 realizado por Statistics Canada, Blue Ridge registró una población de 244 viviendo en 101 de sus 105 viviendas privadas totales, un cambio de 2,1% comparado con su población de 2011 de 239. Con una superficie de terreno de 2,98 km² (1,2 mi²), tenía una densidad de población de 81,9/km en 2016.
Como lugar designado en el censo de 2011, Blue Ridge tenía una población de 239 viviendo en 91 de sus 98 viviendas totales, un cambio del 14,9% con respecto a su población de 208 en 2006. Con una superficie de terreno de 2,99 km² (1,2 mi²), tenía una densidad de población de 79,93/km en 2011.